# Che Guevara
Che Guevara (dåbsnavn Ernesto Guevara; født 14. juni 1928 i Rosario i Argentina, død 9. oktober 1967 i La Higuera i Bolivia) var argentinsk marxistisk revolutionær, læge, forfatter, guerillaleder, diplomat og militærteoretiker. Han deltog i den cubanske revolution og blev senere minister i den cubanske regering, som blev dannet efter revolutionen.[kilde mangler]
Under hans studietid var han ikke politisk aktiv, men deltog alligevel i studenterdemonstrationer mod præsident Juan Perón. I 1951, mens han studerede medicin, rejste den 23-årige Guevara og hans 29-årige kammerat, Alberto Granado, igennem dele af Sydamerika - en rejse som tog flere måneder og formede hans politiske standpunkter. Middelklassedrengen Guevara kom i umiddelbar kontakt med fattigdom, udnyttelse og undertrykkelse, som det store flertal af befolkningen – landarbejdere, urbefolkning, arbejdere og fattigbønder – blev udsat for, og som fortsat præger flere lande i Latinamerika.
Oplevelserne på turen overbeviste ham om, at kun en revolutionær omvæltning kunne fjerne de økonomiske uligheder og skabe social retfærdighed. Med denne overbevisning begyndte han at læse marxistisk litteratur og engagere sig i Guatemalas revolution under præsident Jacobo Árbenz.
Senere blev han medlem af Fidel Castros 26. juli-bevægelse. Han blev udnævnt af Castro til kommandant - den eneste ved siden af Castro, som havde denne stilling. Han blev senere udnævnt til industriminister og chef for Nationalbanken.[kilde mangler] Guevara var arkitekten bag den cubanske regerings nære forhold til Sovjetunionen, og det var Guevara, der bad om, at sovjetiske atomvåben skulle udstationeres på Cuba, noget som senere i 1962 førte til Cubakrisen.[kilde mangler] I 1965 forlod han Cuba for at deltage i revolutionære aktiviteter andre steder i verden. Først gik turen til Congo-Kinshasa (senere Den Demokratiske Republik Congo) og derefter til Bolivia, hvor han blev taget til fange i en CIA-operation sammen med den bolivianske hær.[kilde mangler]
Mens Che Guevara sad i fangenskab i landsbyen La Higuera i Bolivia, blev han 9. oktober 1967 henrettet af Mario Terán, en boliviansk officer.

## Tidlige liv

### Familie og opvækst
Ernesto Guevara de la Serna blev født i Rosario i Argentina. Han var den ældste af fem søskende i en familie af spansk, baskisk og irsk ophav. Fødselsattesten viser, at han blev født 14. juni 1928, men nogen mener, at han blev født 14. maj 1928 og, at fødselsattesten blev forfalsket for ikke at afsløre, at moderen havde været gravid i tre måneder før forældrenes bryllup.
Guevaras forældre var politisk venstreorienterede. De introducerede deres fire børn til politik, og derudover havde onklen Jorge Iturburru, som var kommunist, kæmpet i den spanske borgerkrig med de internationale brigader imod fascismen. Allerede som ung gav Guevara udtryk for radikale holdninger, det var dog først langt senere, han blev politisk aktiv. Til trods for astma, som plagede ham hele livet, og som også gjorde, at han blev erklæret udygtig for militærtjeneste, var han en trænet rugbyspiller i ungdomsårene og fik tilnavnet "Fuser" for sin aggressive spillestil. "Fuser" er en kobling mellem "El Furibundo" ("den rasende") og moderens efternavn, "De la Serna". Som en reference til Ches "rastløse" natur, sagde hans far om ham:"the first thing to note is that in my son's veins flowed the blood of the Irish rebels".
Faren lærte Guevara at spille skak, og fra 12 års alderen deltog han i flere lokale turneringer. I teenageårene blev han også interesseret i poesi, især i digte af den chilenske poet Pablo Neruda. Som det var vanligt for folk i Latinamerika med Guevaras middelklassebaggrund,[kilde mangler] skrev han også digte gennem hele livet. Han var en entusiastisk læsehest med interesser, som strakte sig fra de lettere bøger til forfattere som Jack London og Jules Verne til essays af Sigmund Freud og filosofi af Bertrand Russell. Han udviklede også en interesse for fotografering og brugte mange timer på at tage fotografier af folk og steder.
I 1948 begyndte Guevara på sine medicinstudier på Universitetet i Buenos Aires. Efter nogle afbrydelser fuldførte han studierne i marts 1953, men han tog aldrig den kliniske praksis, som krævedes for at kunne praktisere som læge. I 1951 foreslog vennen og biokemikeren Alberto Granado (29 år), at han og Guevara (23 år) skulle virkeliggøre rejsen rundt i Sydamerika, som de havde snakket om i mange år. Guevara lod sig ikke bede to gange. Han og Alberto begyndte rejsen fra sin hjemby Alta Gracia på en gammel Norton 500 kubik motorcykel med tilnavnet La Poderosa II ("Den mægtige" II) i 1951. Målet for rejsen skulle være at tilbringe nogle uger som frivillige medhjælpere på San Pablo spedalskhed-sygehus ved Amazonfloden i Peru. Rejsen gik gennem Argentina, Chile, Peru, Colombia og Venezuela. Che skrev om rejsen i "Motorcykeldagbøgerne", som siden er blevet udgivet og oversat til flere sprog, og som i 2004 var udgangspunkt for indspilningen af en film med samme navn.[kilde mangler]
På motorcykelturen fik Che førstehåndskendskab til fattigdommen, magtesløsheden og udbytningen, som det store flertal af befolkningen blev udsat for af rige folk og nordamerikanske koncerner.[kilde mangler] Særlig hårdt gik det ud over urbefolkningen – indianerne – samt småbønder og venstreradikale arbejdere.[kilde mangler] Disse oplevelser satte Che i sammenhæng med det han havde læst af marxistisk litteratur, og han konkluderede, at en revolution var det eneste, som kunne fjerne den økonomiske og sociale uretfærdighed i Latinamerika.[kilde mangler]
Rejsen gjorde også, at han begyndte at se på Latinamerika som en enhed og ikke som en samling af separate nationer. At frigøre Latinamerika fra den økonomiske og sociale uretfærdighed, ville derfor kræve en strategi, som omfattede hele kontinentet.[kilde mangler] Dette var også grunden til, at han begyndte at se sig for efter et forenet Iberoamerika uden grænser og knyttet sammen af en mestis-kultur - en ide som senere kom til at stå centralt i hans revolutionære tanker og praksis. Efter, at han var vendt tilbage til Argentina fra motorcykelturen, fuldførte han medicinstudierne så hurtigt, han kunne. Han ville dog snarest muligt besøge flere land i Syd- og Mellem-Amerika.

### Guatemala
Efter Guevara havde færdiggjort sine studier ved Universitetet i Buenos Aires i 1953 ville han igen ud og opleve verden. Han planlagde endnu en gang at rejse afsted - denne gang gennem Bolivia, Peru, Ecuador, Panama, Costa Rica, Nicaragua, Honduras og El Salvador - og endte i Guatemala, hvor præsident Jacobo Árbenz ledede en folkevalgt regering, som gennem en jordreform forsøgte at reducere den økonomiske ulighed i landet. Jordreformen gik ud på at dele ud af den ikke-opdyrkede jord til fattige og jordløse. Arbenz gav selv 680 hektar af familiens ejendom til jordreformen. Lige så villig var Guatemalas største jordejer, det amerikanske selskab United Fruit Company, ikke.[kilde mangler] Selskabet følte sig stærkt truet af jordreformen og var derfor aktivt for at få USA's myndigheder – og dermed også CIA – til at modarbejde Arbenz.[kilde mangler]
På dette tidspunkt fik Guevara sit berømte tilnavn "Che", fordi han ofte brugte det argentinske ord Che (slang for "hej, ven"). Den peruvianske socialist Hilda Gadea var Guevaras hovedkontakt i Guatemala og introducerede Guevara for flere toppolitikere i Arbenz’ regering. I Guatemala kom Guevara også i kontakt med cubanske flygtninge med stærke forbindelser til Fidel Castro. Blandt disse var Antonio "Ñico" López, som senere introducerede Guevara for Castro i Mexico. López blev senere dræbt af Batistas soldater i 1956, efter at båden Granma ankom til Cuba med Fidel Castro og 81 andre revolutionære, herunder også Che Guevara og Ñico López.
Den 15. maj 1954 lagde det svenske skib "Alfhem" til kajs i Guatemala. Skibet var lastet med håndvåben og let artilleri som Arbenz’ regering havde købt i Tjekkoslovakiet.[kilde mangler] CIA mente, at det drejede sig om 2000 tons våben og ammunition, mens andre hævder, at det kun drejede sig om 2 tons. USA mente, at våbenforsendelsen beviste, at Arbenz var en kommende allieret af Sovjetunionen.[kilde mangler] Arbenz på sin side forsvarede sig med, at ingen andre end Østeuropa – trolig efter pres fra USA – ønskede at sælge våben til Guatemala. Våbenkøbet i Tjekkoslovakiet gav imidlertid USA påskuddet, de trængte til, for at iværksætte et kup.[kilde mangler]
Da kuppet brød ud, var Che Guevara i El Salvador for at få sit visum fornyet. Da han returnerede til Guatemala, var det CIA-støttede kup allerede fuldt i gang under ledelse af Carlos Castillo Armas
Guevara kæmpede i flere dage sammen med en bevæbnet gruppe ledet af Guatemalas kommunistiske ungdomsorganisation. Han blev imidlertid opfordret til at behandle sårede og ikke direkte deltage i kampene.[kilde mangler] Kort efter anmodede Arbenz-regeringen sine udenlandske tilhængere om at forlade landet, og efter at Hilda var blevet arresteret, tog Guevara tilflugt i det argentinske konsulatet og kom derpå videre til Mexico By, hvor han en periode arbejdede ved sygehuset Hospital General.
Den 27. juni 1954 tvang kupmagerne Arbenz til træde tilbage fra præsidentembedet og indsatte den USA-venlige Carlos Enrique Díaz som præsident. Arbenz selv flygtede til Mexico og derefter til Schweiz.
Gennem sine rejser og besøg i mange af de syd- og mellemamerikanske lande havde Che Guevara tilegnet sig større overblik over USAs interventioner i Latinamerika. Det CIA-støttede kup i Guatemala og de amerikanske storselskabers store magt i Guatemala og i resten af regionen ændrede Guevaras syn på USA, som han så som en imperialistisk stat, der bekæmpede alle forsøg på fjerne økonomisk udbytning og social uretfærdighed.[kilde mangler] På sin tur bidrog dette til at styrke hans overbevisning om, at revolutioner og indføring af socialisme var den eneste løsning.

## Cuba under revolutionen
I Mexico City bidrog Guevaras ven fra Guatemala – Antonio Ñico López – til, at han blev bekendt med Fidel Castro, som levede her i eksil. Lidt efter sluttede Che Guevara sig til Castros 26. juli-bevægelse (M-26-7), som ville forsøge at styrte den cubanske diktator Fulgencio Batista. Selv om meningen var, at Guevara skulle være den revolutionær læge, deltog han i den militære træning i Mexico sammen med de andre i 26. juli-bevægelsen. Oberst Alberto Bayo, en cubaner som havde kæmpet i frigørelseskrigen mod Spanien, og som var de revolutionæres instruktør, omtalte gerne Guevara som gruppens bedste til trods for Guevaras astma. I mellemtiden var Hilda Gadea blevet løsladt fra Guatemala og mødte Guevara i Mexico. I sommeren 1955 blev hun gravid, og Guevara foreslog, at de burde gifte sig. Brylluppet blev afholdt den 18. august 1955, og datteren fik navnet Hilda Beatríz.
Den 25. november 1956 lå båden Granma ud fra Tuxpan, Veracruz i Mexico, med Che Guevara som eneste ikke-cubaner om bord. Granmas ankomst til Cuba skulle efter planen ske samtidig med, at 26. juli-bevægelsens leder i Oriente-regionen, Frank Pais, organiserede et oprør i Santiago de Cuba, nærmere bestemt 30. november 1956. Dårligt vejr og dårligt sømandsskab hos de revolutionære gjorde imidlertid, at Granma blev forsinket. Dermed blev også Frank Pais’ oprør hurtigt slået tilbage af politiet, som drev País' unge studenter-revolutionære på flugt.[kilde mangler]
Først 2. december 1956 ankom Granma til et sumpområde i provinsen Oriente (i dag omdøbt til Granma) og mange mil syd for det planlagte landgangssted, landsbyen Niguero, hvor Celia Sánchez ventede på dem med lastbiler, jeeps, våben og en styrke på omkring 50 mand. Tre dage efter landgangen blev de revolutionære fra Granma angrebet af Batistas tropper ved Alegria de Pio. Omkring halvdelen blev dræbt eller skudt, da de forsøgte at overgive sig. Til sidst var den revolutionære styrke reduceret til omkring 20 personer, som trak sig tilbage til bjergene i Sierra Maestra for at omgruppere, få kontakt med troppen til Celia Sánchez og føre guerillakrig mod Batista-regimet. Che Guevara skrev om kampene ved Alegria de Pio i sin dagbog.
Af de 82, som havde været ombord på Granma, var der kun 12, som nåede frem til Sierra Maestra. Disse var Fidel Castro, Raúl Castro, Che Guevara (skadet og blødende), Camilo Cienfuegos, Juan Almeida, Efigenio Amejeiras, Ciro Redondo, Julio Díaz, Calixto García, Luis Crespo, Jose Ponce og Universo Sanchez. "Vi skal vinde denne krig," skal Fidel Castro have sagt til dem, "vi er bare så vidt kommet i gang".
I januar 1957 havde guerillaen sin første sejr, der sikrede dem mad, våben og ammunition efter overfaldet på den militære udpost La Plata i Sierra Maestra. I følge New York Times havde guerillaen på dette tidspunktet omkring 50 mænd med våben. I februar 1957 rapporterede Time, at Castro havde omkring 500 guerillasoldater. To år senere, i januar 1958, opgav New York Times korrespondent, at Castro havde en guerillahær på omkring 2000 mænd, og at guerillahæren havde bygget provisoriske skoler og sygehus for indbyggerne i Sierra Maestra.
Che Guevara blev hurtigt en af de øverste ledere, en comandante, respekteret for sit mod og frygtet for det, enkelte har beskrevet som brutalitet. Han var ansvarlig for henrettelsen af mange mennesker, som blev fundet skyldige som torturister, spioner, desertører eller for at lække informationer om oprørene til Batistas tropper. Fidel Castro krævede imidlertid, at de revolutionære altid skulle behandle skadede Batista-soldater, civile og bønder, som ikke samarbejdede med fjende, så humant som overhovedet muligt.
Resultatet blev, at guerillaen fik et bedre rygte end de brutale regeringstropper, og sympatien for dem voksede i befolkningen og blandt Batistas egne soldater. Dette bidrog til, at stadig flere rekrutter dukkede op og ville tilslutte sig til Castros "skæggede mænd" i Sierra Maestra. I modsætning til Batistas hær løslod Castro alle tilfangetagne soldater uskadt og beholdt kun deres våben. Et eksempel på dette er angrebet på Estrada Palma. Langsomt nægtede også flere soldater at vende tilbage til deres "egne", når de blev løsladt og sluttede sig i stedet heller til Castros voksende guerillahær.
Che Guevara førte også forhandlinger med det cubanske kommunist parti (Partido Sosialista Popular) og rivaliserende guerillagrupper som for eksempel "Det Revolutionære Direktorat" (El Directorio Revolucionario) og fik dem til at samarbejde med 26. juli-bevægelsen. Dette fik uden tvivl stor betydning for Fidel Castros ledende rolle efter Batistas fald. Det Revolutionære Direktorat med sin nye leder Faure Chomón var også blevet mere samarbejdsvilligt med Castros 26. juli-bevægelse efter at Direktoratets første generalsekretær, José Antonio Echeverría, var blevet skudt og dræbt af politiet i Havana 13. marts 1957.
Under revolutionen ledte Guevara den "fjerde kolonne" med Camilio Cienfuegos som kaptajn og næstkommanderende. I april 1958 blev Camilo givet ledelsen af "den anden kolonne" eller mere præcist: den anden Antonio Maceo-kolonne.
I sommeren 1958 iværksatte Batista Verano-offensiven for at knuse guerillaen i Sierra Maestra. General Eulogio Cantillo ledede offensiven. Den fik en dårlig start, da Che Guevaras 4. kolonne slog Cantillos angreb tilbage 28. juli 1958. I alt 86 Batista-soldater blev dræbt under kampene, mens Guevaras tropper kun mistede 3 mand. For Guevara var dette endnu et bevis på, at små og godt organiserede guerillagrupper kunne overvinde større og langt bedre udstyrede hærafdelinger. For andre i 26. juli-bevægelsen blev det endnu et bevis på Guevaras evner som guerillakommandant.
I slutningen af december 1958 angreb styrker under Che Guevaras kommando Santa Clara, det regionale center i provinsen Las Villas - omkring 30 mil sydøst for Havana (I dag hedder provinsen Santa Clara). Guerillaen erobrede et pansret tog med forsyninger og forstærkninger til Batista-styrkerne i Santa Clara, mens Camilo Cienfuegos guerilla-tropper vandt slaget om Yaguajay, øst for Santa Clara. Erobringen af Santa Clara i slutningen af december 1958 førte til, at regeringshærens kampvilje nærmest kollapsede, og 1. januar 1959 flygtede Batista og hans nærmeste medarbejdere fra Cuba. Fulgencio Batista endte til sidst i Spanien, som blev styret af diktatoren Francisco Franco. 6. januar 1959 kunne Castro og hans guerillahær marchere ind i Havana uden kamphandlinger. I stedet blev de revolutionære og deres allierede modtaget af jublende folkemasser.

### Efter den cubanske revolution
I februar 1959 blev Guevara udnævnt til "cubaner af fødsel" af den revolutionære regering. I samme måned blev han skilt fra Hilda Gadea, som han ikke havde set, siden han forlod Mexico i november 1956. Den 2. juni 1959 giftede han sig på ny med det cubanskfødte medlem af 26. juli-bevægelsen Aleida March, som han i praksis havde levet sammen med siden efteråret 1958.
Guevara blev omtrent samtidig udnævnt til direktør for fængslet "La Cabaña-fortet", og gennem seks måneders tjeneste (2. januar til 12. juni 1959) overværede han retssager og henrettelser af topledere i det tidligere Batista-regime, medlemmer af det hemmelige politi BRAC (Buró de Represión de Actividades Comunistas – "Rådet for undertrykkelse af kommunistisk aktivitet"), torturister og militante politiske modstandere.
Den 7. oktober 1959 blev Guevara udnævnt til leder af "Det nationale institut for jordreform" og 26. oktober 1959 til præsident i Den cubanske nationalbank. Det virker noget ironisk, at Guevara – som kun havde foragt for penge og materielle goder – blev udnævnt til præsident i nationalbanken. Che Guevara viste angiveligt sin misfornøjelse ved kun at signere pengesedlerne med sit tilnavn, Che.
Senere gjorde han tjeneste som industriminister (udnævnt 23. februar 1961), og det var i denne rolle, han gjorde meget for at formulere indholdet i den cubanske socialisme. I bogen "Guerrilla Warfare" formulerer han den cubanske model for revolution. I denne model bliver revolutionen planlagt af en lille gruppe guerillakrigere, som ikke er afhængige af større militære enheder. Denne strategi skulle senere få katastrofale resultater for Che Guevara i Bolivia.
I tiden som chef for nationalbanken og industriminister fandt han tilbage til sin gamle forkærlighed for skak. I 1962 organiserede han den første Capablanca Memorial på Cuba, en international skakturnering, som har været arrangeret næsten hvert år siden. Cubas nationalbank var hovedsponsor, og turneringen kunne lokke med store pengepræmier.
Allerede i 1959 siges det, at Guevara bidrog til at organisere revolutionære aktiviteter i udlandet, først i Panama og dernæst i Den Dominikanske Republik (ledet af Henry Fuerte "El Argelino" og Enrique Jiménez Moya), som blev styret af en af datidens blodigste diktatorer i Latinamerika, Rafael Leónidas Trujillo. I et af disse revolutionsforsøg omkom Camilo Cienfuegos’ rådgiver, Ramón López (Nené). Nogle mener derfor, at revolutionsforsøgene måtte være blevet planlagt eller støttet af folk, som stod Camilo Cienfuegos nært, og at Che Guevara nok spillede en mere tilbagetrukket rolle.
I 1960 lossede det franske skib La Coubre ammunition i havnen i Havana. En eksplosion om bord på skibet sårede mange mennesker, og Guevara, som var på vej til sit arbejde i nationalbanken, kom til for at yde førstehjælp. Kort efter indtraf en ny og mere voldsom eksplosion. I alt blev 75 mennesker dræbt og mere end 200 såret. Det er uklart, om eksplosionen var et uheld eller en terroraktion. Det hævdes, at eksplosionerne skyldtes en terroraktion, som CIA og deres agent William Alexander Morgan stod bag.

## Svinebugten og Cuba-krisen
Che Guevara deltog ikke selv i kampene under invasionen i Svinebugten (Bahia de Cochinos) 17. – 19. april 1961. Han var beordret af Fidel Castro til Pinar del Rio langt vest for Svinebugten og blev der involveret i afvisningen af en mindre invasionsstyrke, som CIA håbede ville trække de cubanske styrkers opmærksomhed væk fra hovedinvasionen i Svinebugten.
Invasionen i Svinebugten bidrog yderligere til Che Guevaras opfattelse af USA som en imperialistisk stat, der ønskede at knuse alle forsøg på at skabe økonomisk og social retfærdighed i Latinamerika. Derfor spillede han også en nøglerolle for at få sovjetiske atomraketter placeret på Cuba, noget som i sin tid forårsagede raketkrisen eller den såkaldte Cuba-krise i oktober 1962. Da krisen var ovre, sagde Guevara i et interview til den engelske avis Daily Worker, at hvis raketterne havde været under cubansk kontrol – og ikke sovjetisk kontrol – ville de ikke været blevet affyret imod amerikanske byer.
I artiklen "Socialism and Man in Cuba" (1965) slår Guevara til lyd for behovet for at skabe et "nyt menneske" (hombre nuevo) i sammenhæng med det socialistiske samfund. Dette nye menneske var også noget, han selv prøvede at leve op til. Ikke mindst ved at deltage i frivillig arbejde i bygge- og anlægsbranchen og i landbruget, afvise alle personlige materielle goder og sætte samfundets mål foran egne personlige mål. Nogle opfattede Guevara som en model for det "nye og uselviske menneske", mens andre igen opfattede ham som en drømmer.
Guevaras andet hovedanliggende var socialistisk international solidaritet, og i 1964 og 1965 kom han med flere stærke udfald mod Sovjetunionen, som han mente manglede solidaritet. Dette vakte opsigt såvel på Cuba som i udlandet, og mange mener, at netop kritikken af Sovjetunionen var en årsag til, at Guevara blev mindre synlig i cubansk politik efter 1965.
Et tredje hovedanliggende for Guevara var overgangen fra en kapitalistisk til socialistisk økonomi, og på dette felt var han en stærk fortaler for økonomisk planlægning og centralisme. Økonomien måtte bevidst styres og udvikles fra centralt hold og ikke overlades til det, han opfattede som tilfældigheder i markedet.
I perioden 1961–65 blev han anset som Cubas største diplomat, og han foretog blandt andet en række rejser til Asien, Afrika, land i Latinamerika, Sovjetunionen, USA og Kina. I december 1964 rejste han til New York som leder af en cubansk delegation og for at tale i FNs generalforsamling. Han deltog også i CBS Sunday News og mødte blandt andet senator Eugene McCarthy, flere af Malcolm Xs medarbejdere og den canadiske radikale Michelle Duclos. Den 17. december 1964 fløj han til Europa og påbegyndte en tre måneders rundrejse, hvor han besøgte Kina, Den Forenede Arabiske Republik (Egypten), Algeriet, Ghana, Guinea, Mali, Dahomey (Benin), Congo-Brazzaville og Tanzania med stop i Irland, Frankrig og Tjekkoslovakiet.
På den afroasiatiske konference i Algeriet den 24. februar 1965 gav han det, som skulle blive hans sidste offentlige tale på den internationale arena.
"Det findes ingen nationale grænser i denne kamp. Vi kan ikke stille os ligegyldige til hvad, som sker i andre dele af verden. Enhver sejr, som et land har mod imperialismen, er også vores sejr, på samme måde som et lands tab til imperialismen også er vores tab." Derefter vakte han opsigt med følgende udsagn: "De socialistiske lande har et moralsk ansvar for at fjerne sin stiltiende servilitet overfor udbytningen, de vestlige lande står bag." Han fortsatte med at angive en række mål, som de kommunistiske lande i øst burde sætte sig for at afvikle; det var emner, han mente var uacceptabel udenrigspolitik.
Efter åbent at have kritiseret Sovjetunionen - Cubas vigtigste økonomiske støttespiller - returnerede Che Guevara til Cuba 14. marts. Han blev modtaget på flypladsen af Fidel og Raúl Castro, som begge havde en alvorlig mine på. To uger efter forsvandt han ud af det offentlige rampelys. Hvor han befandt sig var et mysterium i resten af 1965, ikke mindst fordi han blev regnet for at være den med næstmest indflydelse på Cuba efter Fidel Castro.
Guevaras forsvinding blev dels tillagt fiaskoer i industrialiseringsprogrammet, som han havde været talsmand for i sin tid som industriminister. Dels blev der tillagt pres fra Sovjetunionen, som kritiserede Guevaras pro-kinesiske holdninger, efter splittelsen mellem Kina og Sovjet blev mere tydelig. I Guevaras øjne var Kina et uland, som var blevet brutalt udbyttet af vestlige lande over mange år, og som nu havde frigjort sig. Og for det tredje blev Guevaras forsvinding tillagt uenigheden mellem Guevara og de øvrige cubanske ledere om Cubas økonomiske udvikling og ideologiske linje.
Guevaras pro-kinesiske holdninger var blevet et større problem efter, at Cubas økonomi var blevet mere afhængig af Sovjetunionen. Siden de tidligste dage af den cubanske revolustion blev Guevara af mange opfattet som tilhænger af maoisternes strategi, ikke mindst fordi Guevara tillod bønder og distrikter i Latinamerika en langt større rolle end industriarbejdere og byer i en revolutions første fase (Sinclair, 2002). I tillæg havde han været talsmand for en hurtigt industrialisering af Cuba på en måde, som kunne minde om Mao Zedongs strategi i "det store spring". At Guevara afviste, mens Castro var villig til at acceptere de mange betingelser, som Sovjetunionen stillede for deres bistand til Cuba, kan også have været en medvirkende årsag til, at Guevara forsvandt ud af rampelyset.
Det er i al fald tydeligt, at Guevara fik mindre og mindre til overs for Sovjetunionen, men hans kritik rammer også i stigende grad Kina. I første omgang i forbindelse med at uoverensstemmelser mellem de to store i den socialistiske lejr gav USA langt større spillerum. Det blev tydeligt i en artikel, som Guevara skrev i 1966, men som først blev udgivet i april 1967. Om Fidel Castro af mere realpolitiske hensyn ikke ville følge Guevara i kritikken af Sovjetunionen er uvist, imidlertid er det hævet over enhver tvivl, at både han og Guevara var optaget af, at Kina og Sovjetunionen skulle komme til enighed, og de gjorde også flere mislykkede forsøg for at få dette i stand.

## Ud af rampelyset
Efter Cuba-krisen og det Guevara opfattede som Sovjetunionens svigt, da Nikita Khrusjtsjov – uden at konsultere Fidel Castro – trak atomraketterne tilbage fra cubansk territorium efter aftale med USA, blev Guevara mere skeptisk overfor Sovjetunionen. Som han afslørede i sin sidste tale i Algeriet, begyndte han at se på den nordlige halvkugle, ledet af USA i vest og Sovjetunionen i øst, som udbyttere af ulandene på den sydlige halvkugle. Ikke mindst derfor var han en stor talsmand og støttespiller for det kommunistiske Nordvietnam under Vietnam-krigen, og opfordrede også folk i andre udviklingslande på den sydlige halvkugle til at gribe til våben og skabe "mange nye Vietnamer".
Presset af nationale og internationale spekulationer omkring Guevaras skæbne, slog Fidel Castro den 16. juni 1965 fast, at informationer ville komme, når Guevara selv ønskede at give dem. Mange rygter var i omløb, både i og udenfor Cuba, om hvad som var sket. Den 3. oktober 1965 afslørede Castro et udateret brev, som Guevara havde skrevet til ham. I brevet gav Guevara udtryk for sin usvigelige solidaritet med den cubanske revolution, men at han havde besluttet at forlade Cuba for at bidrage til revolutioner i andre lande. I brevet trækker Guevara sig fra alle formelle positioner i den cubanske regering samt i partiet og hæren. I tillæg frasagde han sig sit cubanske statsborgerskab, som han havde fået i 1959 som anerkendelse for sin indsats i den cubanske revolution.
I et interview med fire udenlandske korrespondenter den 1. november 1965 fortalte Castro, at han vidste, hvor Guevara befandt sig. Han afviste også rygterne om, at Guevara var død. I stedet sagde han, at Guevara var ved godt helbred. Til trods for Castros forsikringer forblev Guevaras skæbne et mysterium. Hvad han gjorde, og hvor han befandt sig, fortsatte med at være en hemmelighed i store dele af både 1966 og i 1967.

## Congo-Kinshasa
I løbet af et langt møde (14.–15. marts 1965) blev Guevara og Castro enige om, at Guevara personligt skulle lede Cubas første militære aktion i Afrika. Én version er, at Che Guevara overtalte Castro til at give ham denne post. En anden version er, at Castro overbeviste Guevara om, at han var den rette til at påtage sig opgaven. Castro skal have argumenteret for, at situationen i andre latinamerikanske lande ikke var moden for guerillaorganiserede revolutioner, og at Cuba derfor måtte bistå nationer, som var mere modtagelige for hjælp fra Cuba. Den cubanske aktion skulle derfor iværksættes i Afrika for at støtte tilhængerne af den myrdede Patrice Lumumba i Congo-Kinshasa (tidligere Belgisk Congo, senere Zaïre og i dag Den demokratiske republik Congo). Denne sidste version blev i parentes bemærket bekræftet af Fidel Castro i Oliver Stones film "Comandante", indspillet i 2003.
I efteråret 1965 fungerede Guevara som rådgiver i Congo-Kinshasa for guerillalederen Laurent-Désiré Kabila, som hjalp tilhængerne af Lumumba i et oprør mod kupmagerne Mobutu Sese-Seko og Joseph Kasavubu, som havde stået bag mordet på Lumumba. I sin dagbog fra Congo giver Guevara udtryk for en lille tillid til Kabilas evner som guerillaleder og en værdig arvtager efter Lumumba. "Ingenting får mig til at tro, at han er den rette mand", skrev Guevara.
Der gik imidlertid ikke længe, før USA igen var på banen. En gruppe af US Green Berets, lejesoldater fra apartheidstaten Sydafrika og eksilcubanere fra USA, var under ledelse af Green Berets-oberst Craig Lowell, som samarbejdede med den congolesiske hær for at svække Guevaras og Kabilas fremgang og støtte til Lumumba-tilhængerne.
Oberst Lowell frarådede den congolesiske hær at dræbe Guevara og dermed gøre ham til martyr. Det bedste ville være at trække guerillakrigen ud og skabe mistillid til cubanerne og få dem til at trække sig ud af Congo. Ud fra disse strategier begyndte Green Beret-gruppen at overvåge forskellige kommunikationskanaler og angreb straks guerillaen, når den forberedte sig til et angreb.
Guevaras mål var at eksportere den cubanske revolution ved at lære Kabila-tropperne og lokale Lumumba-tilhængere guerillastrategier og kommunistisk ideologi. Guevara så dog hurtigt, at det var nytteløst. Sammenlignet med den entusiasme, han havde mødt fra folk på Cuba under revolutionen, blev han her mødt med uvilje eller passivitet. I sin dagbog "The African Dream" skriver han, at dette var årsagen til, at den congolesiske revolution ikke lykkes.
Senere i 1965, syg, plaget af astma og frustreret efter syv måneders slid til ingen nytte, forlod Guevara Congo sammen med andre cubanske overlevende. I alt seks cubanere havde mistet livet i kampene med de congolesiske tropper, og gruppen var ledet af Green Berets. På et tidspunkt ønskede han at sende de andre hjem til Cuba og selv blive tilbage for at kæmpe til sidst. Håbet var, at det måske kunne vække congoleserne og være et eksempel til efterfølgelse. Han slog imidlertid denne plan ud af hovedet, efter at have mødt stærk modstand hos sine cubanske feltkammerater og to udsendinge fra Fidel Castro.
Siden Castro havde offentliggjort Guevaras afskedsbrev hvor han takkede nej til alle bånd til Cuba og valgte at forpligte sig til revolutionære aktiviteter i andre dele af verden, følte Guevara at han ikke kunne vende tilbage til Cuba med æren i behold. Derfor tilbragte han de næste seks måneder i skjul i Dar-es-Salaam, Prag og DDR. I denne tid fuldførte han indskrivningen af sine erfaringer fra Congo og skrev udkastet til to nye bøger, en om filosofi og en om økonomi. Hele tiden prøvede Fidel Castro at overtale ham til at rejse "hjem" til Cuba. Guevara accepterede til sidst men stillede to klare krav. Hans tilbagekomst skulle kun være af helt midlertidig karakter, idet hensigten skulle være at forberede en aktion et sted i Latinamerika. Hans tilbagekomst og ophold på Cuba skulle holdes strengt hemmeligt.

## Bolivia
Spekulationerne om Guevaras tilholdssted fortsatte i 1966 og ind i 1967. Repræsentanter fra FRELIMO(Den mozambiquiske Befrielseshær) fortalte, at de var mødtes med Guevara sent i 1966 og tidligt i 1967 i Dar-es-Salaam. Der havde de afslået hans tilbud om at bistå i deres revolution. I en 1. maj-tale i 1967 i Havana, fortalte Cubas forsvarsminister – Juan Almeida – at Guevara "tjente revolutionen et sted i Latinamerika". Kort tid efter kom det frem at Guevara ledede opbygningen af en guerilla i Bolivia.
På Fidel Castros forespørgsel havde bolivianske kommunister købt et fjerntliggende område som Guevara kunne benytte til træningsområde og hovedlejr. Meget tyder på at området, som lå i Ñancahuazú regionen, ikke var et heldigt valg for Guevara og cubanerne som han var sammen med. De kom ikke i kontakt med den spredte lokalbefolkning, mestrede ikke det lokale indianske sprog og havde store vanskeligheder med at danne en guerillahær med udgangspunkt i den bolivianske opposition fra byerne.
Den tidligere Stasi-agent Haydée Tamara Bunke Bider, kendt som "Tania", var Che Guevaras agent i La Paz. Senere kom det frem, at hun også rapporterede til KGB. Spekulationer går derefter ud på, at KGB lækkede informationerne til bolivianske myndigheder. Grunden hertil skulle have været den, at Guevara blev opfattet som en trussel mod Sovjetunionens ønske om fredelig sameksistens mellem socialistiske og kapitalistiske lande. Dette er imidlertid ikke blevet bekræftet i eftertiden.
Fotografierne, som guerillagruppen blev tvunget til at efterlade i hovedlejren efter sammenstødet med den bolivianske hær i marts 1967, gav præsidenten og general René Barrientos det endelige bevis for Guevaras tilstedeværelse i Bolivia. Barrientos erklærede, at han ville se Guevaras hoved på en stage i La Paz. Han gav hæren ordre til at nedkæmpe Guevara og hans guerillakrigere.
Che Guevaras guerilla bestod af omkring 50 personer, som gik under navnet "ELN" (Ejército de Liberación Nacional de Bolivia; dansk: Bolivias nationale Befrielseshær). De var godt udstyret og gav de bolivianske tropper flere tilbageslag i Camiri-regionens vanskelige bjerglandskab. I september 1967 lykkedes det imidlertid USA's specialenheder og bolivianske tropper at nedkæmpe guerillaen efter, at Guevara havde delt guerillaens mænd ind i to enheder. Til trods for kampenes voldsomhed gav Guevara førstehjælp til sårede bolivianske soldater, som guerillaen tog til fange og derefter slap fri. Che fulgte dermed samme praksis, som Fidel Castros guerilla praktiserede under revolutionen på Cuba. Til og med i Guevaras sidste kamp ved Quebrada del Yuro, hvor han selv blev såret, tilbød han ifølge udsagn fra tidligere bolivianske soldater sårede soldater førstehjælp. Tilbuddet skal imidlertid være blevet afslået af en boliviansk officer.
Guevaras plan for en boliviansk revolution synes at bygge på mindst tre fejlagtige beslutninger:
- Han forventede, at guerillaen ville blive konfronteret af Bolivias dårligt trænede og udstyrede hær. I virkeligheden blev de også mødt af CIA og andre operative enheder, som USA havde sendt til Bolivia. Den bolivianske hær blev trænet og fik direkte assistance af rådgivere fra Green Berets inklusiv en nylig organiseret elitebataljon af US Army Rangers, som var eksperter i junglekrigsførelse.
- Han havde forventet assistance fra den bolivianske opposition. Det fik han ikke. Det bolivianske kommunistpartiet (Partido Comunista de Bolivia), som mere var orienteret mod Moskva end Havana, kom ham ikke til undsætning. Dog var der nogle partimedlemmer, der tilsluttede sig guerillaen og således brød med partiets ønsker. Blandt disse var blandt andet Rodolfo Saldana, Serapio Aquino Tudela og Antonio Jimenez Tardio.
- Han havde forventet at have radiokontakt med Havana. Det viste sig imidlertid, at de to cubanske kortbølgesenderne svigtede og gjorde det umuligt at opnå kontakt. Båndoptageren, som Guevara brugte for at optage og sprede hans budskaber i ordinære radioudsendelser fra Havana, gik også tabt, da guerillakrigerne måtte krydse en flod.

## Tilfangetagelse og henrettelse
De bolivianske tropper og USA's specialstyrker blev af en desertør fra guerillaen informeret om Guevaras hovedlejr. Den 8. oktober 1967 blev lejren omringet og Guevara taget til fange, mens han ledede en patrulje i nærheden af La Higuera. Han overgav sig efter, at han var blevet truffet i benene og armen og fået sit gevær ødelagt af en kugle. Guevara skal derefter have råbt: "Skyd ikke! Jeg er Che Guevara, og jeg er mere værd for jer som levende, end jeg er som død!" Præsident Barrientos gav dog straks ordre om, at Guevara skulle henrettes. Alligevel havde Félix Rodríguez foreslået at lade Guevara leve for at "bruge eventuelle informationer, han havde, til at fælde Fidel Castro og for at studere terroristernes psykologi".
Guevara blev båret til La Higuera og lagt i en faldefærdig skolebygning, hvor der blev holdt hvil for natten. Næste eftermiddag blev han skudt, mens han sad fastbundet og døde sandsynligvis efter blodtabet. Bøddelen var Mario Terán, en sergent i den bolivianske hær, som havde trukket det korteste strå, og som dermed blev den, som måtte henrette Guevara.
Det findes flere versioner af det, som skete. Nogle påstår, at sergenten var nervøs og måtte tvinges ind i skolebygningen. Andre påstår, at sergenten nægtede at se Guevara i øjnene og derefter skød Guevara i halsen. Den version, som får mest støtte, er, at Guevara blev skudt flere gange i benene og i kroppen for at undgå skader i ansigtet, der kunne forhindre identificering. Det siges også, at Guevara havde nogle sidste ord til sin bøddel. Det påstås, at han skal have sagt: "Jeg ser, at du er kommet hid for at dræbe mig. Men så skyd da, din kujon, du kommer bare til at dræbe en mand". Mario Terán har ikke selv bekræftet dette udsagn.
Che Guevaras krop blev fløjet i helikopter til Vallegrande. Liget blev lagt på et vaskebord på det lokale hospital og vist frem for pressen. Fotografierne, som blev taget af Guevaras døde krop, gav støtte til flere religiøse legender som for eksempel "El Cristo de Vallegrande" (Vallegrandes Kristus). Dette, fordi mange indfødte mente, at Guevaras ansigt lignede Jesus, og at han var blevet forrådt af desertører, på samme måde, som "desertøren" Judas havde forrådt Jesus.
Etter mødet med pressen tog bolivianske officerer liget til et hemmelig sted. Efterfølgende nægtede alle de, der vidste noget om, hvor Guevara var blevet begravet eller kremeret, at fortælle noget.
Jagten på Che Guevaras guerilla i Bolivia blev ledet af Félix Rodríguez, en cubansk CIA-agent, som tidligere havde arbejdet på Cuba med kontakt til anti-Castro-grupper i Havana forud for invasionen i svinebugten. Under høringen om Che Guevaras tilfangetagelse, fortalte Rodríguez, at han havde støttet sig til informationer fra CIA's hovedkvarter i Langley, Virginia, som han modtog via CIA-afdelinger i andre sydamerikanske lande. Efter henrettelsen tog Rodríguez Guevaras Rolex-ur og andre personlige ejendele, som han stolt viste frem for journalister i de efterfølgende år. Blandt Guevaras ejendele var også en digtsamling af Pablo Neruda.
Den 15. oktober 1967 offentliggjorde Fidel Castro, at Che Guevara var blevet myrdet i Bolivia og proklamerede tre dages landesorg på Cuba. Guevaras død blev positivt modtaget af USA's myndigheder. De så på Guevaras død som et nyttig og kraftig slag imod den socialistiske bevægelse i Latinamerika og i resten af den tredje verden.
I 1997 blev skelettet af Che Guevara fundet i nærheden af Vallegrande lufthavn. Levningerne blev DNA-identificeret og sendt til Cuba. Den 17. oktober 1997 blev Che Guevara og seks andre faldne fra Bolivia-kampagnen stedt til hvile i Santa Clara under fuld militær honnør.

## Familie
Guevara efterlod sig seks børn:
Med Hilda Gadea (gift 8. august 1955; skilt 22. maj 1959):
- en datter, Hilda Beatriz Guevara Gadea, født 15. februar 1956 i Mexico by; død 21. august 1995 i Havana, Cuba

Med Aleida March (gift 2. juni 1959)
- Aleida Guevara March, født 17. november 1960 i Havana
- Camilo Guevara March, født 20. maj 1962 i Havana
- Celia Guevara March, født 14. juni 1963 i Havana
- Ernesto Guevara March, født 24. februar 1965 i Havana

Med Lidia Rosa López (udenfor ægteskab):
- en søn, Omar Pérez, født 19. marts 1964 i Havana

## Bolivia-dagbog
Guevaras dagbog dokumenterer guerillakampene i Bolivia. Første optegnelse er fra 7. november 1966 kort efter, at han ankom til Ñancahuazú, og den sidste er nedskrevet 7. oktober 1967, dagen før han blev taget til fange. Dagbogen fortæller, hvordan guerillakrigerne blev tvunget til at improvisere efter, at hovedlejren blev opdaget af bolivianske soldater. Det forklarede også Guevaras beslutning om at dele den revolutionære gruppe ind i to mindre afdelinger. Det førte imidlertid til, at de blev ude af stand til at kommunikere med hinanden, noget som kan have bidraget til, at de blev nedkæmpet.
Dagbogen fortæller også om konflikterne mellem Guevara og det bolivianske kommunistparti, som førte til, at Guevara fik betydeligt færre guerillakrigere, end han oprindelig havde antaget. Dagbogen viser også, at Guevara havde store vanskeligheder med at rekruttere fra urbefolkningen i området. En væsentlig årsag var, at guerillagruppen kun beherskede quechua og ikke det lokale tupí-guaraní-sprog. En anden årsag var den indianske befolknings mistænksomhed overfor hvide udlændinge. Desuden blev Guevara syg, imens guerillakampagnen trak ud. Astmaen forværredes, og de sidste guerillaoffensiver gik især ud på at få fat i medicin.

## Eftermæle
Efter sin død er Che Guevara på trods af sine voldelige metoder og mange menneskeliv på samvittigheden blevet et ikon for store dele af den politiske venstrefløj. Efter hans død i 1967 prydede plakater med den unge Che Guevara vægge i tusinder af unge menneskers værelser. I starten af 1990´erne blev Che Guevara trendy, og hans portræt blev igen optrykt i tusindetal på t-shirts, tasker og plakater.
I 2004 instruerede Walter Salles filmen Motorcykeldagbog, som bygger på Che Guevaras dagbøger fra en ungdomstur gennem Sydamerika.
Ét af hans mest berømte citater er: "Lad mig fortælle dig, med risiko for at synes latterlig, at den sande revolutionær er styret af store følelser af kærlighed. Det er umuligt at tænke på en autentisk revolutionær uden denne kvalitet."